# Nilvala
Nilvala fou un estat tributari protegit de l'Índia, a l'agència de Kathiawar, prant de Gohelwar, presidència de Bombai, format per 1 poble amb dos tributaris separats amb una superfície de 5 km². Els ingressos estimats eren de 245 lliures de les quals se'n pagaven 51 al govern britànic i una mica més de quinze al nawab de Junagarh. Els habitants eren en gran part kathis purs. La capital Nilvala estava situada a uns 20 km al nord-oest de l'estació ferroviària de Lathi. La població el 1881 era de 512 habitants.